# Gerhard Bonnier

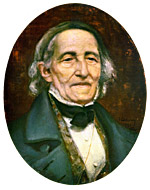
Gerhard Bonnier

Gerhard Bonnier, ursprünglich Gutkind Hirschel (geboren am 21. Oktober 1778 in Dresden; gestorben am 18. April 1862 in Kopenhagen) war ein deutscher Jude, der in Dänemark einen Verlagsbuchhandel begründete. Er ist der Vater von Adolf Bonnier, David Felix Bonnier und Albert Bonnier.

## Leben
Bonnier wuchs in Dresden in einer traditionellen jüdischen Familie der Oberschicht auf. Sein Vater war der Bankier Loebel Salomon Hirschel (geb. 1744 oder 1745), seine Mutter Feile Srasser.
Im Herbst des Jahres 1801 zog er von Dresden nach Kopenhagen, wo er schon bald eine Leihbibliothek eröffnete. 1804 erhielt er die Erlaubnis zur Eröffnung eines Buchladens in der Købmagergade. Ein paar Jahre später änderte er seinen jüdischen Vornamen „Gutkind“ in „Bonnier“ ab und benutzte ihn als Nachnamen. Vorbild der Namensgebung war möglicherweise der französische Adlige Antoine Bonnier d’Alco (1750–1799), ein Gesandter beim Friedenskongress in Rastatt.
Am 23. Dezember 1803 heiratete er in der Synagoge von Kopenhagen Ester Elkan (geb. 20. März 1781 in Helsingör, gest. 16. September 1838 in Kopenhagen), Tochter des Kaufmanns und späteren Lehrers Abraham Elkan (gest. 1801) und Jitche (gest. 1784). Zusammen hatten sie 11 Kinder.
Die Geschäfte liefen bis 1810 gut, aber als dann finanzielle Schwierigkeiten auftraten, schickte die Familie ihren ältesten Sohn Adolf nach Schweden. Als dessen Buchhandels-Unternehmen Erfolg hatte, kam der jüngere Bruder Albert nach und gründete einen Verlag, aus dem schließlich der Bonnier-Verlag entstand.
Gerhard Bonniers Grab befindet sich im Mosaisk Nordre Begravelsesplads.